# الدهاهة (السبرة)

تعديل مصدري - تعديل

الدهاهة محلة تابعة لقرية الجاح الازهور، التابعة لعزلة الازهور بمديرية السبرة إحدى مديريات محافظة إب في الجمهورية اليمنية، بلغ تعداد سكانها 74 حسب تعداد اليمن لعام 2004.